# Notechis
Notechis é um gênero de serpentes da família Elapidae, endêmico da Austrália, Tasmânia e ilhas adjacentes. É popularmente chamada de "Cobra-Tigre", sendo uma das serpentes mais venenosas do planeta.Seu veneno costuma matar a vítima de 6 a 24 horas.  
Essa serpente pode medir até 2 metros e se alimenta de peixes e lagartos de pequeno e médio porte.  

## Espécies
- Notechis ater (Krefft, 1866)
- Notechis scutatus (Peters, 1861)